# 峰迭镇
峰迭镇，是中华人民共和国甘肃省甘南藏族自治州舟曲县下辖的一个乡镇级行政单位。
2012年，甘肃省民政厅批复同意撤销峰迭乡，设立峰迭镇。

## 行政区划
峰迭镇下辖以下地区：
城内村、城外村、嗄麦诺村、沟门村、阳山村、瓜咱村、咀上村、坝子村、水泉村、硬山村、布迪村、沙沟村、杜坝村、吾岱村、狼岔坝村、磨沟村、弓哈村和妞鲁村。